# Industrija precizne mehanike IPM
Industrija precizne mehanike IPM – serbski producent aparatury wtryskowej do silników wysokoprężnych i podzespołów dla przemysłu samochodowego z siedzibą w Belgradzie.

## Historia
Firma została założona decyzją rządu Socjalistycznej Federacyjnej Republiki Jugosławii 31 grudnia 1946 roku w wyniku połączenia dwóch prywatnych firm "Nestor" (1931) i "Mikron" (1933), które zajmowały się wytwarzaniem drobnej mechaniki, narzędzi i części dla przemysłu lotniczego. W 1956 r. nastąpił przełom w rozwoju, kiedy podpisano umowę licencyjną z angielską firmą CAV z Londynu na produkcję pomp liniowych z akcesoriami do silników Perkins. 19 października 1963 roku fabryka przeniosła się do nowej lokalizacji na ul. Vojislava Ilića 141. W 1967 roku podpisano nową umowę licencyjną z firmą CAV do produkcji pomp wtryskowych rotacyjnych DPA do silników wysokoprężnych. W 1972 roku nabywając prawa do produkcji i know-how w dziedzinie gaźników, IPM nawiązał stosunki handlowe z firmą Eduardo Weber z Włoch.